# Чемпионат мира по шоссейным велогонкам 2018 — групповая гонка (андеры)

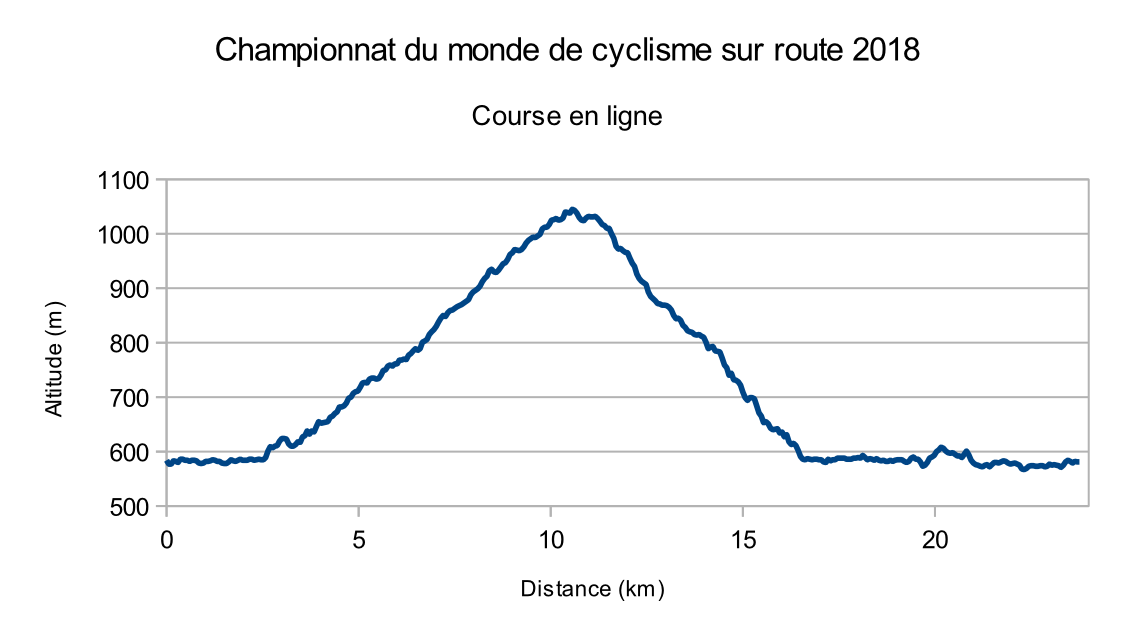
Профиль основного круга

Групповая гонка у андеров на чемпионате мира по шоссейным велогонкам 2018 года прошла 28 сентября в австрийском Инсбруке.

## Участники
Страны-участницы определялись на основании рейтингов UCI Continental Circuits для гонщиков категории U-23, UCI Continental Circuits независимо от возраста и UCI Under 23 Nations' Cup. Максимальное количество гонщиков в команде не могло превышать 5 человек.  Помимо этого вне квоты могли участвовать действующие чемпион мира и чемпионы континентальных чемпионатов. Всего участие приняло 178 участников из 52 стран.
| 5 участников | 4 участника | 3 участника | 1 участник |
| Австралия · Бельгия · Колумбия · Хорватия · Дания · Эквадор · Испания · Франция · Великобритания · Германия · Ирландия · Италия · Япония · Казахстан · Нидерланды · Норвегия · Польша · Руанда · Словения · Швейцария · Турция · США | Австрия · Канада · Коста-Рика · Гонконг · Люксембург · Марокко · Мексика · Монголия · Португалия · Россия · Сербия · Украина | Алжир · Аргентина · Азербайджан · Бразилия · Чили · Эритрея · Венгрия · Иран · Израиль · Республика Корея · Новая Зеландия · Чехия · Румыния · Сингапур · ЮАР · Швеция · Венесуэла | Бермуды · Буркина-Фасо · Китай · ДР Конго · Доминиканская Республика · Эфиопия · Мали · Маврикий · Панама · Перу · Пуэрто-Рико · Тринидад и Тобаго · Тунис |

## Маршрут
Протяженностью маршрута составила 174,3 километра. Старт располагался в Куфштайне земли Тироль. Первые 84,7 километров проходили по равнине в округе Швац через города Бух-бай-Енбах и Шарниц где пересекали реку Инн. Далее заехав в Терфенс предстояло преодолеть первый подъём протяжённостью 2,6 километра со средним градиентом 7% и максимальным до 14%, вертикальный подъём составил 350 метров. Его вершина располагалась на равнине в Гнаденвальде. После этого следовал спуск через Абзам, Таур и Рум до Инсбрука.
После этого предстояло преодолеть основной круг для групповой гонки расположенный в районе Инсбрука четыре раза. Протяжённость круга составляла 23,8 километра. Он включал подъём от Альдранса до горнолыжного курорта Пачеркофель расположенного на высоте 2446 м протяжённостью 7,9 километра с максимальным градиентом до 10%. Затем следовал 6 километровый спуск через небольшие города Игльс и Вилль, проходя мимо лыжного трамплина Бергизель и футбольного стадиона Тиволи в центре Инсбрука. Заключительная часть круга длинною 7 километров по равнине проходила в районе Брюке-Хёттингер-Аю до Святого Николауса, где они пересекали мост Кеттенбрюке. Финишный отрезок проходил по широкому бульвару Rennweg до финиша перед Императорским дворцом Хофбург.

## Результаты
| \| Генеральная классификация \| Генеральная классификация \| Генеральная классификация \| Генеральная классификация \| Генеральная классификация \| \| Гонщик \| Гонщик \| Команда \| Время \| \| \| ------------------------- \| ------------------------- \| ------------------------- \| ------------------------- \| ------------------------- \| \| 1-й \| Марк Хирши \| Швейцария U23 \| 4ч 24' 05 \| \| \| 2-й \| Бьорг Ламбрехт \| Бельгия U23 \| + 15 \| \| \| 3-й \| Яакко Хяннинен \| Финляндия \| + 15 \| \| \| 4-й \| Джино Медер \| Швейцария U23 \| + 35 \| \| \| 5-й \| Марк Падун \| Украина U23 \| + 37 \| \| \| 6-й \| Хайме Кастрильо \| Испания U23 \| + 45 \| \| \| 7-й \| Тадей Погачар \| Словения U23 \| + 47 \| \| \| 8-й \| Итан Хейтер \| Великобритания U23 \| + 47 \| \| \| 9-й \| Патрик Мюллер \| Швейцария U23 \| + 47 \| \| \| 10-й \| Джеймс Шоу \| Великобритания U23 \| + 47 \| \| |                 |                    |           |
| |                 |                    |           |
| Источник: ProCyclingStats |                 |                    |           |
| Генеральная классификация |                 |                    |           |
| Гонщик | Гонщик          | Команда            | Время     |
| 1-й | Марк Хирши      | Швейцария U23      | 4ч 24' 05 |
| 2-й | Бьорг Ламбрехт  | Бельгия U23        | + 15      |
| 3-й | Яакко Хяннинен  | Финляндия          | + 15      |
| 4-й | Джино Медер     | Швейцария U23      | + 35      |
| 5-й | Марк Падун      | Украина U23        | + 37      |
| 6-й | Хайме Кастрильо | Испания U23        | + 45      |
| 7-й | Тадей Погачар   | Словения U23       | + 47      |
| 8-й | Итан Хейтер     | Великобритания U23 | + 47      |
| 9-й | Патрик Мюллер   | Швейцария U23      | + 47      |
| 10-й | Джеймс Шоу      | Великобритания U23 | + 47      |